# ペタル・ムサ
ペタル・ムサ（Petar Musa、1998年3月4日 - ）は、クロアチア・ザグレブ出身のサッカー選手。FCダラス所属。ポジションはFW。

## クラブ経歴
2007年にNKザグレブの下部組織へ入団し、2016年3月1日、プルヴァHNLのNKスラヴェン・ベルポ戦でNKザグレブのトップチームデビューを果たした。
2017年7月12日、SKスラヴィア・プラハに移籍し、加入直後に2017-18シーズンは2部のFKヴィクトリア・ジジュコフへ移籍されることが決定した。その後1.FCウニオン・ベルリンやボアヴィスタFCといった海外クラブへのレンタル移籍も経験し、そのうち2シーズンでリーグ戦2桁得点を記録した。
2022年5月20日、SLベンフィカに移籍金約500万ユーロで完全移籍することが発表され、5年契約を結んだ 。
2024年2月1日、FCダラスに4年契約で移籍した。

## 代表経歴
2015年からクロアチアの世代別代表に招集され始め、2021年にはUEFA U-21欧州選手権2021に出場してベスト4進出を経験した。
2023年3月25日、UEFA EURO 2024予選のウェールズ代表戦にて、53分にマルコ・リヴァヤとの途中交代でクロアチア代表デビューを飾った。

## タイトル

### クラブ
SKスラヴィア・プラハ
- フォルトゥナ・リガ : 2回 (2019-20, 2020-21)
- チェコ・カップ : 1回 (2020-21)

SLベンフィカ
- プリメイラ・リーガ : 1回 (2022-23)
- スーペルタッサ・カンディド・デ・オリベイラ : 1回 (2023)

### 個人
- フォルトゥナ・リガ得点王 : 1回 (2019-20)